# مارک کلر
مارک کلر (فرانسوی: Marc Keller‎؛ زادهٔ ۱۴ ژانویهٔ ۱۹۶۸) بازیکن سابق فوتبال اهل فرانسه است.
از باشگاه‌هایی که در آن بازی کرده‌است می‌توان به باشگاه فوتبال پورتسموث، باشگاه فوتبال استراسبورگ، باشگاه فوتبال وستهام یونایتد، باشگاه فوتبال بلکبرن روورز و باشگاه فوتبال کارلسروهه اشاره کرد.
وی همچنین در تیم ملی فوتبال فرانسه بازی کرده‌است.